# Calcutta

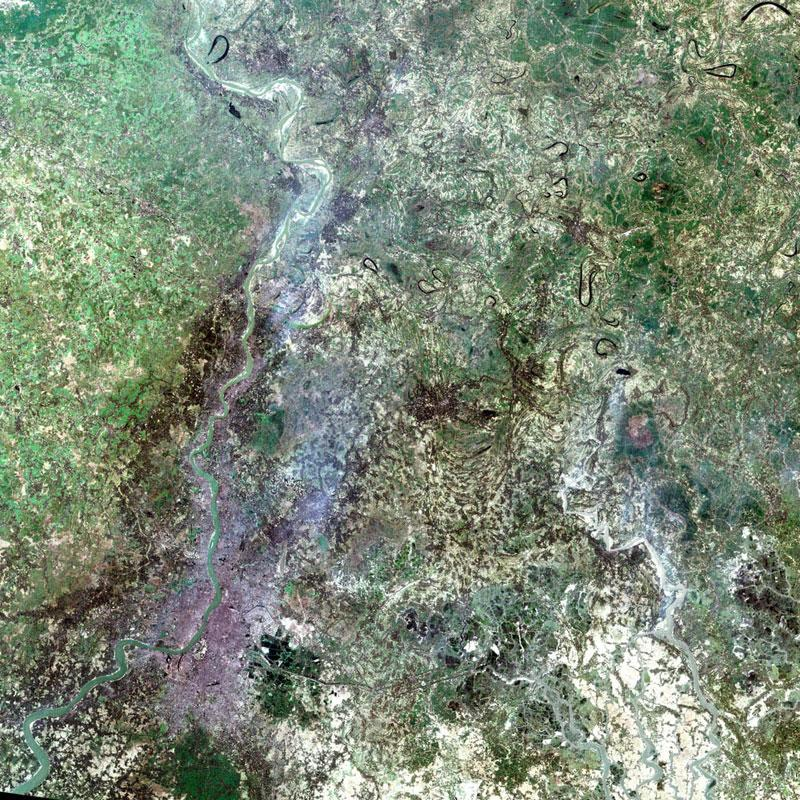
Satellietbeeld

Calcutta (officiële naam sinds 2001: Kolkata; Bengaals: কলকাতা, Nepalees: कोलकाता) is een stad in India. Het is de hoofdstad van de deelstaat West-Bengalen. De stad zelf heeft 4.486.679 inwoners (2024) en is daarmee de op zes na grootste stad in India.
De stedelijke agglomeratie Groot-Kolkata telt 17.900.000 inwoners (2025). Qua grootte de derde metropool van India en de 20e metropool van de wereld.

## Naam
De naam is een verbastering van Kalokshetri: het veld van Kali.
De naam van de stad werd in 2001 officieel gewijzigd van Calcutta naar Kolkata. De stad werd altijd al zo genoemd in het Bengaals, Calcutta is daar een verengelsing van. In het Nederlands is Calcutta echter meer ingeburgerd. De Nederlandse Taalunie raadt dan ook het gebruik van deze laatste naam aan.

## Geschiedenis
De geschiedenis van Calcutta als grootstad is nauw verweven met de Britse kolonisatie van Bengalen. In dat opzicht kunnen vijf periodes worden onderscheiden:
- tot de komst van de Britten in de jaren 1690 was het plaatselijke gezag van de Mogolkeizer gevestigd in Hooghly, aan de overkant van de rivier;
- in de 17de eeuw was Calcutta een versterkt bruggenhoofd voor de handel met Londen;
- in de 18de en 19de eeuw was ze de hoofdstad van Brits India (vanaf 1912 werd dat New Delhi);
- na de tijdelijke splitsing van Bengalen van 1905 tot 1912 en de overbrenging van de zetel van de onderkoning naar Delhi was Calcutta de hoofdstad van de provincie Bengalen; ze maakte in die periode een zeker verval mee;
- het geweld volgend op de onafhankelijkheid en splitsing van India in 1947 veroorzaakte belangrijke demografische verschuivingen; vele moslims vluchtten weg uit Calcutta naar Oost-Pakistan en vele Oost-Bengaalse hindoes vluchtten op hun beurt naar Calcutta.

De pre-koloniale vestiging Sutanuti was een marktplaats voor wevers. De oude naam Kalighat wijst op een heiligdom van de godin Kali (Kalikshetra). In de tweede helft van de 17de eeuw zond de Britse Oost-Indische Compagnie verkenners vanuit Madras naar Bengalen, waar ze een verdrag sloten met de vertegenwoordigers van de Mogol om handel te mogen drijven tegen betaling van een belasting. Het verdrag bleek aanvankelijk niet stabiel en van 1686 tot 1690 vocht de Compagnie een oorlog uit met de troepen van de Mogol. De vrede werd echter hersteld en in 1698 kocht de Compagnie de dorpjes Sutanuti, Kalikata en Govindapur en vestigde er een fort.
Haar sterkste bloei maakte de stad tijdens de Britse koloniale periode mee. Door de grote Britse invloed heeft ze architectonisch dan ook een zeer westers karakter.
In 1742 vond een inval plaats van de Maratha die een instroom van vluchtelingen veroorzaakte. Dit creëerde voorgoed een sterke band tussen Calcutta en haar achterland. In 1756 werd de stad ingenomen door Siraj ud-Daulah, de Nawab van Bengalen. Het jaar daarop versloeg Robert Clive de Nawab in de Slag bij Plassey, en ondertussen waren het Franse bolwerk Chandernagore en het Mogolcentrum Hooghly vernietigd; vanaf dan begonnen de Britten hun bruggenhoofd, dat zij als hun rechtmatig bezit beschouwden, systematischer te verdedigen. Ze verkregen ook het recht een eigen munt te slaan.
In de 18de eeuw was Calcutta nog een moeras zonder afwatering. In 1793 werd een loterij opgericht om openbare werken te financieren. In 1794 werden de grenzen van de stad vastgelegd en in datzelfde jaar ontstond het eerste vredegerecht, waarmee ook formeel een einde kwam aan de soevereniteit van de Mogol. Vanaf dan ging de besloten garnizoensstad over in een open handelscentrum met een hinterland dat zich honderden kilometers in de omtrek uitstrekte. De ambitie was niet minder dan de tweede stad van het Britse rijk te worden, na Londen.

## Geografie
Calcutta is gelegen in de Gangesdelta, aan de rivier de Hooghly. Aan de overkant van de Hooghly, ligt Haora, de grootste voorstad van Calcutta en vaak ook de tweelingstad van Calcutta genoemd.
Een groot deel van de stad was oorspronkelijk een uitgestrekt moerasgebied, dat in de loop van de eeuwen is drooggelegd om ruimte aan te bieden aan de sterk in aantal groeiende bevolking. Het Nationaal park Sundarbans scheidt het stedelijk gebied van de Golf van Bengalen, 154 km ten zuiden van Calcutta.
In 1984 werd in de stad de eerste metro van India geopend. De metro van Calcutta heeft anno 2025 vier lijnen. De Netaji Subhas Chandra Bose International Airport ligt 16 km ten noordoosten van het centrum van Calcutta.
Op basis van satellietfoto's blijkt een sterke groei van de stedelijke agglomeratie tussen 1980 en 2010 (het jaar van de studie). In 1980 was nog maar 38,54% van het gebied van de Kolkata Municipal Council bebouwd, terwijl dit in 2010 al 66,09% bedroeg. Tussen 1981 en 2001 nam de bevolking toe van 4 126 139 tot 4 572 876.

## Bestuurlijke indeling
De gemeente en stad Calcutta valt samen met het district Calcutta. De stedelijke agglomeratie ligt verder verspreid over de districten Uttar 24 Parganas, Dakshin 24 Parganas, Hooghly en Haora.
Het bestuur wordt uitgeoefend door de Kolkata Municipal Corporation (KMC). Haar jurisdictie bestaat uit 15 boroughs, op hun beurt onderverdeeld in 141 wards en met een totale oppervlakte van 187,33 km2. Elke borough vaardigt een raadslid af naar de KMC. De agglomeratie (Kolkata Metropolitan Area) bevat ook nog de Howrah en Chandannagr Municipal Corporations en is verantwoordelijk voor een gebied van 1851,41 km2, waarvan 746,32 km2 landelijk gebied.

## Architectuur
De Belur Math is de hoofdtempel van de Ramakrishna-beweging in het hindoeïsme. Hij combineert christelijke, islamitische, hindoeïstische en boeddhistische motieven om de eenheid van alle religies te benadrukken.
De Anglicaanse Sint-Pauluskathedraal dateert uit 1839-1847. Het was de eerste keer dat de Britten een kathedraal bouwden in hun overzeese gebieden. De stijl is een aanpassing van de neogotiek aan de vereisten van het Indische klimaat. Na de aardbevingen van 1897 en 1934 werd het plan enigszins aangepast.
De Birla Mandir (Birlatempel) is een hindoetempel die deel uitmaakt van een groep van dergelijke tempels die de familie Birla in diverse steden over heel Indië heeft laten bouwen. Die van Calcutta is gebouwd tussen 1970 en 1996.
De huidige Kalitempel in de wijk Kalighat dateert uit 1809, hoewel er al verwijzingen bestaan naar een dergelijke tempel in documenten uit de 15de eeuw.
De hoofdmoskee van Calcutta is the Nakhodamoskee, gebouwd tussen 1921 en 1926 naar het voorbeeld van het mausoleum van de Mogolkeizer Akbar de Grote in Sikandra.
Het herdenkingsmonument voor koningin Victoria (keizerin van India) dateert uit 1921. George Curzon gaf er de opdracht toe in 1906. Het moest de grandeur van de Taj Mahal evenaren, en de groeiende macht van de 300 jaar oude Britse aanwezigheid in Indië benadrukken. Het is opgetrokken uit hetzelfde Makranamarmer als de Taj Mahal en is voorzien van een gigantisch standbeeld van koningin Victoria op de troon. De koepel wordt bekroond door een 5 meter hoog bronzen beeld van de Engel der Overwinning. Het hele gebouw staat op een lage marmeren plint met daaromheen vijvers en 26 ha tuin.
Andere belangrijke seculiere bouwwerken zijn het Raj Bhavan uit 1803, Fort William uit 1828 (het oudere Fort William uit 1696 is vanaf 1766 in gebruik genomen als douanekantoor) en de cantileverbrug naar Haora aan de overkant van de Hooghly.

## Medische infrastructuur
Op 31/12/2015 waren er in Calcutta 398 ziekenhuizen (47 uitgebaat door diverse overheden, 351 privé of NGO) met een totaal van 32 216 bedden, hetzij 1 bed per 140 inwoners. In de provincie West-Bengalen waren er op dat moment 1 arts per 1651 inwoners en 1 verpleger per 1407 inwoners. Omwille van de gunstige verhouding tussen medische kosten en kwaliteit van de dienstverlening is Calcutta een geliefde bestemming voor medisch toerisme, met name vanuit Bangladesh, Myanmar, Bhutan, Nepal, Afghanistan en Nigeria. De Apollo Gleneagles Hospitals (met commerciële thuisbasis Madras) zijn de populairste bestemming van medische toeristen.

## Bekende personen uit Calcutta

### Geboren
- Nidhu Babu (1741-1839), dichter en componist
- William Makepeace Thackeray (1811-1863), Brits schrijver
- Rabindranath Tagore (1861-1941), dichter, roman-, toneelschrijver en Nobelprijswinnaar (1913)
- Vivekananda (1863-1902), filosoof
- Chittaranjan Das (1870-1925), jurist en politicus
- Aurobindo Ghose (1872-1950), politicus, filosoof en mysticus
- Margaret Ives Abbott (1878-1955), Amerikaanse golfster
- Prasanta Chandra Mahalanobis (1893-1972), natuurkundige en dichter
- Satyendranath Bose (1894-1974), natuurkundige
- A. C. Bhaktivedanta (1896-1977), vertaler en oprichter van de Hare Krishna-beweging
- Chhabi Biswas (1900-1962), acteur
- Claire-Lise de Benoit (1917-2008), Zwitserse onderwijzeres en schrijfster
- Ion Calvocoressi (1919-2007), Brits officier en effectenmakelaar
- Satyajit Ray (1921-1992), filmregisseur
- Hrishikesh Mukherjee (1922-2006), filmregisseur
- Tapan Sinha (1924-2009), filmregisseur
- Uttam Kumar (1926-1980), acteur
- Nargis (1929-1981), actrice
- Subrata Mitra (1930-2001), cameraman
- Dileep Kumar Kanjilal (1933), hoogleraar en indoloog
- Mala Sinha (1936), actrice
- Shashi Kapoor (1938-2017), acteur en filmproducent
- Pranab Bardhan (1939), econoom
- Gayatri Chakravorty Spivak (1942), literatuurwetenschapper
- Aparna Sen (1945), actrice en filmregisseur
- Victor Banerjee (1946), acteur
- Shuvaprasanna (1947), schilder
- Surajit Das, muzikant
- Sumantra Ghoshal (1948-2004), managementwetenschapper
- Jaya Bhaduri (1948), actrice
- Mithun Chakraborty (1950), acteur
- Vikram Seth (1952), schrijver en dichter
- Sajal Karmakar (1955), muzikant
- Amitav Ghosh (1956), schrijver
- Rajesh Mehta (1964), jazzmuzikant
- Kiron Khosla (1967), schilder
- Zeeshan Ali (1970), tennisser
- Leander Paes (1973), tennisser
- Jinnih Beels (1976), Belgisch politica
- Rani Mukerji (1978), actrice en model
- Mary Ann Gomes (1989), schaker

### Overleden
- Ramakrishna (1836-1886), hindu mysticus
- Willem Karel van Dedem (1839-1895), Nederlands politicus
- Moeder Teresa (1910-1997), katholiek zuster, Nobelprijswinnares en heilige

### Woonachtig (geweest)
- Rahul Bose (1967), acteur, filmregisseur, scenarioschrijver, activist en rugbyspeler van Bengaalse afkomst